# Antonio Agustín

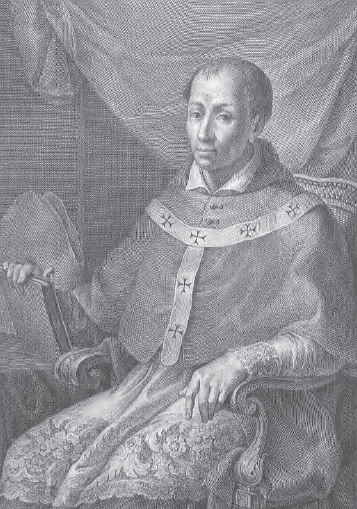
Antonio Agustín

Antonio Agustín (1516–1586) was een Spaanse humanist, historicus en rechtsgeleerde. Hij was aartsbisschop van  Tarragona.

## Levensloop
Hij werd geboren in Saragossa. Zijn vader was vicekanselier van het Koninkrijk Aragon en voorzitter van hat koninklijke hof van justitie. Hij kreeg een zeer gedegen opleiding en was voorbestemd voor een kerkelijke loopbaan. 

Hij studeerde rechten en klassieke talen aan de universiteiten van Alcala en Salamanca. Vervolgens ging hij nog naar de universiteit van Bologna in Italië in 1536 en bezocht ook Padua (1537) en Firenze (1538) waar hij bekende geleerden van die tijd leerde kennen, onder meer Andrea Alciato.

In 1541 werd hij doctor in het canoniek en wereldkijk recht en in 1544 werd hij op verzoek van keizer Karel V benoemd tot auditeur bij de Rota van paus Paulus III. 

In 1555 werd hij door paus Paulus IV naar Engeland gestuurd om Queen Mary te feliciteren met haar huwelijk en als pauselijk raadgever voor kardinaal Pole. In 1556 werd hij gewijd tot bisschop van Alife in het Koninkrijk Napels en in 1561 werd hij bisschop van Lerida in Spanje. 

Hij nam van 1562 tot 1563 deel aan het Concilie van Trente waar hij hartstochtelijk de hervorming van de geestelijke stand bepleitte. In 1576 werd hij benoemd tot aartsbisschop van Tarragona waar hij stierf op 15 mei 1586 terwijl hij volop bezig was met de editie van de werken van de Spaanse heilige en auteur Isidorus van Sevilla.

## Werken
Hij liet een groot aantal werken na over het canoniek recht, het Romeinse recht en daarnaast historische werken. Zijn levenswerk was de studie van het Decretum Gratiani. Zijn hoofdwerk daarover werd in 1587 postuum gepubliceerd.
- "Emendationum et Opinionum libri IV"
- "De Emendatione Gratiani dialogi libri II" (Tarragona, 1587).
- "Antiquae Collectiones Decretalium", (Ilerda, 1567)
- "Pœnitentiale Romanum" (1582)
- "De quibusdam veteribus Canonum Ecclesiasticorum Collectionibus Judicium et censura", (Rome 1611)
- "Dialogos de las medallas, inscripciones y otras antiguidades"; dit werk werd vertaald in het Latijn, het Italiaans en diverse andere talen. De eerste editie gedrukt in Tarragona, 1575, is zeldzaam.

- Bibsys: 6046766
- Biblioteca Nacional de España: XX839712
- Bibliothèque nationale de France: cb11885587t (data)
- Catàleg d'autoritats de noms i títols de Catalunya: 981058507510606706
- CiNii: DA08297945
- Gemeinsame Normdatei: 118647385
- International Standard Name Identifier: 0000 0001 2149 1476
- Library of Congress Control Number: n81127403
- Nationale Bibliotheek van Tsjechië: mzk2003195509
- Nationale bibliotheek van Australië: 35197604
- Nationale Bibliotheek van Israël: 987007299866805171
- Nederlandse Thesaurus van Auteursnamen: 069801460
- Réseau des bibliothèques de Suisse occidentale: 02-A000004432
- Istituto Centrale per il Catalogo Unico: MILV024027
- LIBRIS: 297126
- SNAC: w6pc3p6x
- Système universitaire de documentation: 026648113
- Trove: 861073
- Union List of Artist Names: 500313100
- Virtual International Authority File: 120697822